# 이용주 (야구인)
이용주( 1976년 10월 30일 ~ )은 전 KBO 리그 야구 선수이다. 현재 모교인 동산고 야구부이다. 